# Stump
Stump — британская экспериментальная инди-рок-группа, которую образовали в Лондоне в 1983 году ирландцы Мик Линч (вокал) и Роб Маккэйхи (ударные), вместе с лондонскими музыкантами Кевом Хоппером (бас) и Крисом Сэлмоном (гитара). В первый состав входил также вокалист Ник Хоббс: он вскоре ушёл, чтобы образовать The Shrubs. Как отмечает Стюарт Мэйсон, Allmusic, несмотря на то, что группу обычно приписывали к инди-поп движению C86, она, в отличие от большинства групп появившихся на кассете приложении к NME того же названия, не имела ничего общего с гитарным инди-поп-роком таких групп, как Talulah Gosh или тогдашних Primal Scream; ближайшие аналогии могло предоставить, скорее, сравнение с Капитаном Бифхартом. Скотт Шиндер из Trouser Press характеризует их так: «чудаковатый квартет, играющий вдохновленный Бифхартом авант-поп с сюрреалистическими, но добродушными текстами».

## История группы
История Stump началась в 1982 году, когда бас-гитарист Кев Хоппер (находившийся под влиянием Перси Джонса и занимавшегося созданием сложных структур, в которых «динамические риффы в меняющемся настрое соединялись бы со стакатто-фрагментами в нечто, построенное на контрастах») познакомился в Уитстейбле во время летних каникул с гитаристом Крисом Сэлмоном. Оба убедились в сходстве своих музыкальных взглядов и договорились встретиться вновь — после того, как получат свои дипломы в арт-колледжах, — один в Ковентри, другой в Кентербери.
Хоппер, по его словам, имел в виду группу, которая играла бы среднее между Бифхартом и Brand X: музыку, выстроенную на расколотых структурах и диссонантной гармонии, но с оттенком постпанка. Найти вокалиста по объявлению в Melody Maker не удалось, но оба случайно познакомились с ирландским барабанщиком Робом Маккейхи (англ. Rob McKahey), который легко воспринял необычный стиль группы и тотчас в неё вписался. Маккейхи незадолго до этого переехал в Лондон из Корка, и хорошо знал музыкальное сообщество ирландцев в британской столице, в частности, Мика Линча, в недавнем прошлом — участника Microdisney, который в тот момент в качестве сквоттера нелегально проживал в Брикстоне.
Как вспоминал Хоппер, — 

Роб решил, что он <Линч> мог бы нам подойти, и пригласил его на репетицию в подвальное помещение дома на Олд Кент-роуд, — посмотреть, что из этого выйдет. Не успел тот ещё спеть ни слова, как поразил нас внешним видом: долговязый и худощавый, с тин-тиновским хохолком. Он обладал «лёгким» поэтическим стилем, писал смешные виньетки о стриптизёршах из Туппервера и американских туристах, а обожал группы, вроде Madness и Devo. Нам он понравился. И ему легко далась трудная задача: без труда размещать <свои> слова в <наших> замысловатых аранжировках.Оригинальный текст (англ.)Rob thought he might fit in and invited him down to our rehearsal basement on the Old Kent road to see what would happen. Before he had sung a word, Chris and I were immediately taken with his appearance – tall and thin with a Tin Tin quiff. He had a ‘light’ lyrical style and wrote funny little vignettes about Tupperware strippers and American tourists. He admired bands like Madness and Devo. We liked him and he seemed to handle the difficult job of slotting words into the dense arrangements easily..
Как только квартет вышел на гастроли, стало ясно, что Линч ещё и одарённый фронтмен. По словам Хоппера, даже люди, равнодушные к музыке группы, с наслаждением лицезрели его выступления, хохоча над импровизациями между песнями, основывавшимися на текстах Флэнна О’Брайена. Именно Линчу Stump были обязаны популярностью: если бы не он (признавал Хоппер) они так и остались бы арт-бэндом. Известие о Stump разнеслось мгновенно — прежде всего, среди лондонских ирландцев, — и группа стала сенсацией столичной клубной инди-сцены.
Низкобюджетный EP Mud on a Colon (с четырьмя треками) вышел в 1986 году на Ron Johnson Records. К этому времени Stump приобрели собственный менеджмент и получили возможность профинансировать релиз мини-альбома Quirk Out на собственном лейбле. Пластинка записывалась в студии Rockfield с продюсером Хью Джонсом, который (как отмечает Trouser Press) сумел дисциплинировать безграничную энергию группы и перевести её в нужные каналы. Центральными вещами рецензент называет высмеивающую янки «Buffalo» (тема песни — поведение американских туристов в Британии: «А сколько стоит рыба? А сколько стоят чипсы?»), «Everything in Its Place» (посвящённая разнообразным аспектам физиологии человека) и философская «Our Fathers». «Buffalo» был включен в кассету C86 еженедельника NME, BBC Channel 4 снял видео на песню, которое было показано в программе The Tube. "Когда стало известно, что уже и английские школьники на переменах хором распевают: «А почём у вас рыба? А почём у вас чипсы? — мы поняли, что вошли в бизнес», — вспоминал Хоппер.
Stump приступили к активным гастролям, появилась на обложках NME и Melody Maker и вновь вернулась в программу The Tube, где исполнила надолго запомнившийся британским зрителям «Tupperware Stripper». Всё это сделало дебютный альбом инди-хитом: он продержался 26 недель в UK Indie Charts, достигнув #2.
В феврале 1986 года Stump записались в студиях Джона Пила. Peel Session EP вышел на Strange Fruit Records в 1987 году, после чего группой заинтересовался лейбл Ensign Records. «Сначала нам сообщили, что они заинтересовались только Миком, но не всей группой, но в конечном итоге взяли они нас всех… Они специализировались на ирландском роке и имели большой успех с Шинед Оконнор и Waterboys. По правде говоря, мы недоумевали: чего они от нас-то хотят, ведь мы же… только наполовину ирландцы!», — вспоминал Хоппер.
Бас-гитарист группы был в то время большим поклонником творчества германского продюсера-электронщика Холгера Хиллера (с которым его объединяла страсть к семплам). Ensign согласились на эксперимент, но подстраховались, пригласив к работе проверенного звукоинженера Стивена Стрита. Часть работы была проведена в Лондоне, затем группа отправилась в берлинскую студию Hansa, где началась запись альбома Fierce Pancake — в название которого была вынесена фраза, означавшая «сложную головоломку» в романе «Третий полицейский» Флэнна O’Брайена.
Спустя несколько дней в студии начались конфликты между Хиллером и «ирландской фракцией» Stump. По словам Хоппера, "Холгер работал хладнокровно и методично, что не всегда нравилось «самым горячим головам» в группе… Стивен Стрит некоторое время удерживал конфликтующие стороны в равновесии, но стоило ему уехать, чтобы начать работу над альбомом Моррисси, как споры переросли в открытую ссору. С Хиллером расстались, а на доработку материала и микширование лейбл бросил американского поп-продюсера Джона Роби, о котором участники группы прежде вообще не слышали. Тот увёл работу в другую крайность: начал (как подозревал Хоппер, по прямому указанию лейбла) сглаживает неровности ритма и упрощать звучание. Кев и Стив взбунтовались, но тут выяснилось, что ирландская «фракция» как раз-таки новым поворотом вполне довольна.

Возникла абсурдная ситуация. Мы отказались от услуг авангардного семпл-коллаж-артиста, который считал, что «рок-музыка мертва», предпочтя поп-продюсера, который считал, что нам нужно исполнять каверы кантри-энд-вестерн! Когда парни из Ensign явились прослушать результат, атмосфера накалилась до предела, разразилась бурная ссора, все начали кричать друг на друга… Неприятная произошла была сцена. — Кев Хоппер.
В конечном итоге, чтобы спасти вещи, отвергнутые новым продюсером, музыканты настояли на возвращении Хью Джонса: тот и смикшировал треки. Как ни странно, конечный результат удовлетворил всех. Клинически чистая работа продюсеров (отмечает рецензент AMG), лишь подчеркивала «изощренную ненормальность музыки группы». Как в музыке, так и в оформлении (отмечает тот же источник), A Fierce Pancake — оказался «одним из самых странных альбомов, вышедших на мажорных лейблах в 1988 году».
С. Шиндер (Trouser Press) отмечает, что в A Fierce Pancake оказалось меньше внешних выкрутас, но больше запоминающихся мелодий. Согласно его рецензии, «…изобретательностью отличается гитарная работа Криса Сэлмона, да и Линч, хоть и по-прежнему отдает предпочтение абсурдности, создает два более чем понятных трека: „Chaos“ (комментарий о состоянии дел в британской экономике, выполненный в форме матросской песни) и „Bone“, убедительный выпад против теории эволюции».
Из альбома вышли три сингла: «Chaos», «'Charlton Heston» (своеобразный пересказ библейской истории и одновременно пародия на голливудский подход к эпическим темам, в котором ритм-трек был сработан из записей лягушачьего квакания), а также перевыпущенный «Buffalo» (последний был включен лишь в американский вариант альбома). «Charlton Heston» достиг # 72 в UK Singles Chart, став единственным синглом группы, отметившимся в национальном хит-параде.
Альбом не принёс Stump ожидавшегося успеха. Кроме того, группа, слишком много времени проведшая в студии, вернувшись на концертную сцену, увидела, что там всё переменилось: началась эпоха рейва. Кев Хоппер о своих ощущениях от рассвета «новой эпохи» писал:

Невольно вынужден был почувствовать себя безжизненным бесполым пузырём — каждый, кого не занимала эта на редкость незажигательная, маршевая музыка типа — «в колонну по четыре стройся». По уровню ритмического разнообразия сравниться она могла, разве что, с протекающим краном. Ремикс-диджеи и «волшебники клавиш» вдруг оказались в фокусе внимания: именно на них принялись молиться одурманенные массы зомбированной молодежи, вышедшие в поля топтаться там по колено в грязи перед DJ-сценой. Ну и, конечно, на улице наркодилеров наступил праздник. В общем, стало ясно: рок-группы теперь не нужны.
Оригинальный текст (англ.)You were made to feel like some sort of soulless, asexual blob if you didn’t like or want to move to their incredibly un-funky, over-quantised, four-to-the-floor marching music. Most of it had about as much rhythmic interest as a dripping tap. Remix DJ’s and ‘keyboard wizards’ were calling all the shots, idolized by huge crowds of spazzed-out zombie youth who stood in muddy fields jigging in front of a DJ stage. The drug dealers  also had a field day. One thing was for sure: Rock bands were out.
Записав ещё несколько демо, к концу года Stump распались. По словам Хоппера, из-за группы Ensign влезли в долги на четверть миллиона фунтов.

## После распада
После распада Stump Мик Линч некоторое время поиграл с Крисом Сэлмоном, затем образовал состав Bernard с музыкантами из Стоквелла, где он в то время жил, а не добившись успеха, вернулся в Корк.
Крис Сэлмон после неудавшейся попытки образовать группу с Линчем отошёл от музыкальной деятельности и профессионально занялся живописью и литографией. Правда, Хоппер утверждал, что в 2005 году видел его на сцене лондонского клуба Spitz, игравшего с некой группой абстрактный джем.
Роб Маккэйхи (обладавший, помимо всего прочего, глубоким баритоном и любовью к ирландским народным песням) записал несколько треков (в стиле, который Хоппер характеризует как «странную смесь фолка и индастриал»). Однако контракт получить ему не удалось, он разочаровался в лондонской жизни и вернулся в Корк, где (дважды) женился и однажды развелся.
В апреле 2006 года участники первого состава Stump впервые за 20 лет собрались вместе под одной крышей. Это произошло на праздновании 50-летия Роба Маккэйхи, организованном его второй женой Луизой в Клонакилти, Корк Каунти. Кев Хоппер (в «Stump Story») с большой долей самоиронии описал неудачную попытку группы сыграть старые вещи. Музыканты, выяснив, что не помнят ни слов, ни риффов старых песен и выглядят нелепо в глазах молодых гостей (помнящих и высоко ценящих Stump образца 1986 года) решили не пытаться искусственно «возродить» то, что история навсегда сохранила в единственной и неповторимой форме.
Stump не были забыты и в общенациональном масштабе. Рост культовой популярности группы в Британии привел к многочисленным перевыпускам, самым знаменательным из которых стал тройной CD-сет, включивший в себя Mud on a Colon, Quirk Out и A Fierce Pancake, би-сайды и прежде не издававшиеся демозаписи. Вместе со сборником «Big End» все это вышло в 2008 году на Sanctuary Records как The Complete Anthology.

## Дискография

### Альбомы
- Quirk Out (1986) Stuff (UK Indie #2)
- A Fierce Pancake (1988) Ensign
- The Complete Anthology (2008) Sanctuary

### Синглы
- Mud on a Colon EP (1986) Ron Johnson (UK Indie #39)
- The Peel Sessions EP (1987) Strange Fruit (UK Indie #13)[4]
- «Chaos» (1988) Ensign
- «Charlton Heston» (1988) Ensign (UK #72)
- «Buffalo» (1988) Ensign